# Hunzenschwil
Hunzenschwil (schweizertyska: Hunzeschwyl) är en ort och kommun i distriktet Lenzburg i kantonen Aargau, Schweiz. Kommunen har 4 415 invånare (2023).